# Càpsula espacial

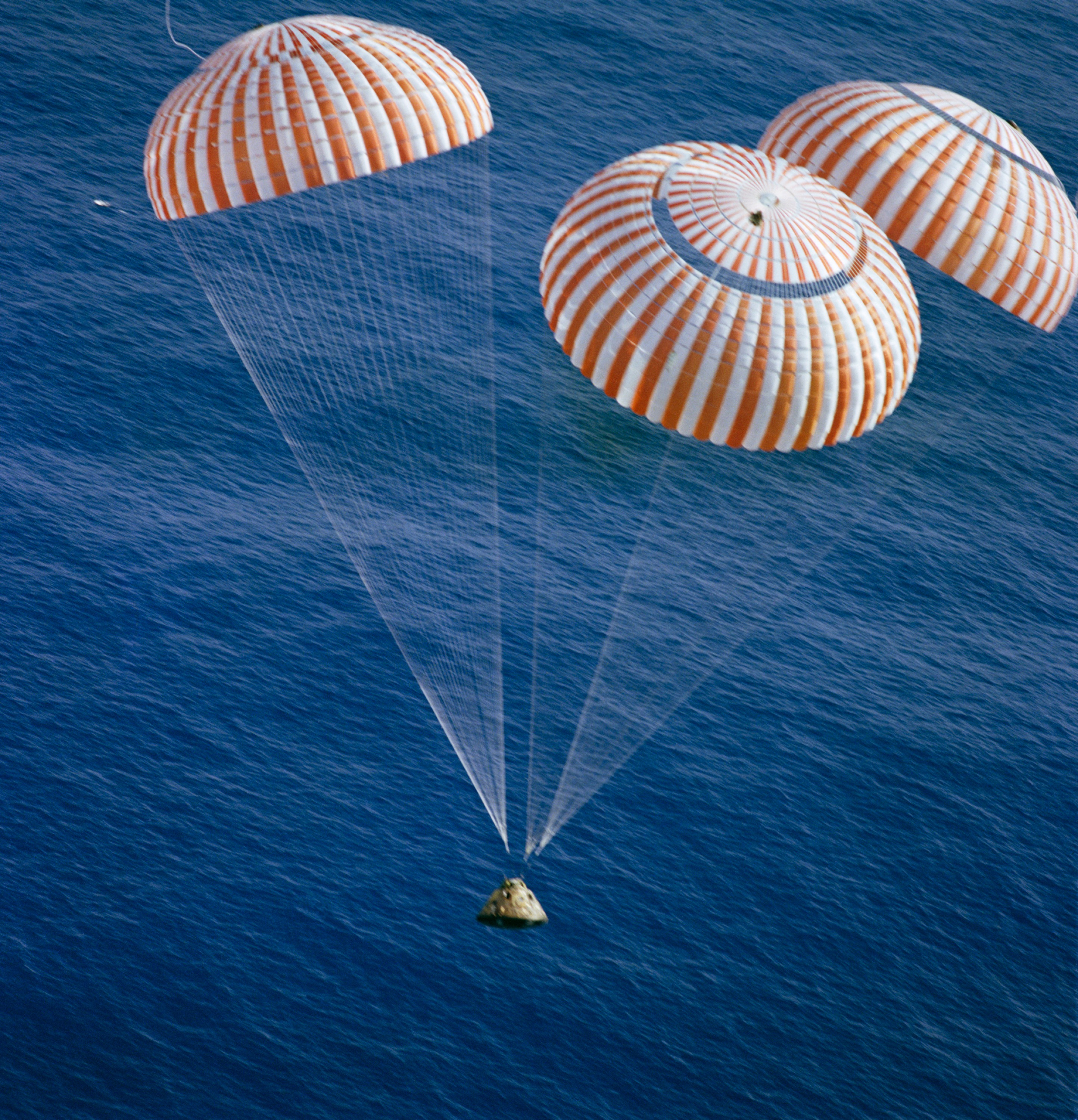
El mòdul de comandament de l'Apollo 17 amara sobre l'oceà Pacífic. 19 de desembre de 1972.

Una càpsula espacial és un tipus de nau espacial sovint destinada perquè sigui tripulada que té una forma senzilla per a la secció principal, sense cap tipus d'ales o altres característiques per a facilitar la reentrada atmosfèrica.
S'han utilitzat càpsules en la majoria dels programes espacials tripulats fins a la data, inclosa la primera nau espacial tripulada del món, el Vostok i llavors el Mercury, així com els soviètics posteriors Voskhod, Soiuz, Zond/L1, L3, TKS, els estatunidencs Gemini, Apollo Command Module, les xinesos Shenzhou i les naus espacials tripulades dels Estats Units, Rússia i Índia que s'estan desenvolupant.
Una càpsula espacial tripulada ha de tenir tot el necessari per a la vida diària, inclòs l'aire, aigua i menjar. La càpsula espacial també ha de protegir els astronautes del fred i la radiació de l'espai. Una càpsula ha d'estar ben aïllada i disposar d'un sistema que controli la temperatura i la situació ambiental. També ha de tenir una forma que els astronautes no pateixin sacsejades durant el llançament ni la reentrada. A més, ja que l'interior estarà en ingravidesa, hi ha d'haver una manera perquè els astronautes romanguin en els seus seients durant el vol. Per a això cada seient té un sistema de corretges i sivelles. Una de les coses més importants que ha de tenir una càpsula espacial és una forma de comunicar-se amb la gent a la Terra o el control de la missió.

## Història

### Vostok

Càpsula espacial Vostok

El Vostok va ser la primera càpsula espacial tripulada de la Unió Soviètica. El primer vol espacial humà va ser Vostok 1, realitzat el 12 d'abril de 1961 pel cosmonauta Iuri Gagarin.
La càpsula va ser originalment dissenyada per utilitzar-la tant com a plataforma de la càmera del primer programa de satèl·lit espia de la Unió soviètica, (Zenit), com a aeronau tripulada. Aquest doble ús del disseny va ser crucial per obtenir el suport del Partit Comunista per al programa. El disseny va utilitzar un mòdul de reingrés esfèric, amb un mòdul de descens que contenia propulsors amb control d'actituds i el retrocohete per a la terminació de l'òrbita. El disseny bàsic s'ha mantingut en ús uns 40 anys, gradualment havent estat gradualment adaptats per a una gamma de satèl·lits no tripulats.
El mòdul de reingrés estava completament cobert en material ablatiu per protegir de la calor, tenint 2,3 metres de diàmetre, i pesant 2.460 quilograms. La càpsula es va cobrir amb un con de nas per mantenir un perfil de baix arrossegament per al llançament, amb una cabina interior cilíndrica d'aproximadament 1 metre de diàmetre gairebé perpendicular a l'eix longitudinal de la càpsula. El seient del cosmonauta disposava d'un paracaigudes per si era necessari una ejecció d'emergència i el seu corresponent aterratge. La càpsula disposava també d'un paracaigudes propi per aterrar a la terra. A pesar que les fonts oficials van declarar que Gagarin havia aterrat dins de la seva càpsula, un requisit per qualificar-ho com el primer vol espacial tripulat per les regles de la Federació Aeronàutica Internacional (IAF), més tard es va revelar que tots els cosmonautes de Vostok van ser expulsats i van aterrar per separat de la càpsula. La càpsula va ser rebuda per un mòdul d'equip cònic orientat cap a la popa. Aquesta era de 2,25 metres de llarg per 2,43 metres, amb un pes de 2.270 quilograms. Contenia gasos de respiració de nitrogen i oxigen, bateries, combustible, propulsors de control d'actitud i el retrocohete. Podia suportar vols de fins a deu dies. Es van dur a terme amb èxit sis llançaments de Vostok, els dos últims parells en vols simultanis. El vol més llarg va durar poc menys de cinc dies, (Vostok 5) del 14 al 19 de juny de 1963.
Atès que els propulsors de control d'actitud estaven situats en el mòdul d'instruments, el qual va ser descartat immediatament abans de la reentrada, la ruta i l'orientació del mòdul de reentrada no es van poder controlar de manera activa. Això va significar que la càpsula havia de protegir-se de la calor de reentrada en tots els costats, determinant el seu disseny esfèric (a diferència del disseny cònic del Projecte Mercury, que permetia un volum màxim i minimitzava el diàmetre de l'escut tèrmic). Una mica de control de l'orientació de reentrada de la càpsula va ser possible en compensar el seu centre de gravetat.

La càpsula espacial Voskhod, volant en les seves dues variants.

El disseny de Vostok va ser modificat per poder portar tripulacions de diversos cosmonautes, repartits en dos tornats com ordenava el programa Voskhod. La cabina cilíndrica interior es va reemplaçar amb una cabina més ampla, rectangular, la quin podia aguantar tres cosmonautes asseguts en fila (Voskhod 1), o dues cosmonautes amb un resclosa d'aire inflable entre ells, permetent així l'activitat extravehicular (Voskhod 2). Es va agregar un retrocohete de respatller de combustible sòlid a la part superior del mòdul de descens. El seient ejectable de Vostok es va retirar per estalviar espai (per tant, no hi havia cap disposició perquè la tripulació escapés en cas d'una emergència de llançament o aterratge). La nau espacial completa Voskhod pesava 5.682 quilograms.
La manca d'espai significava que els membres de tripulació de Voskhod 1 no disposava de vestits espacials. Tots els membres de la tripulació de Voskhod 2 van portar vestits espacials. Les rescloses d'aire eren necessàries ja que els sistemes elèctrics i mediambientals del vehicle eren d'aire fred, i la despressurització total de la càpsula portava a sobreescalfament. La resclosa d'aire pesava 250 kg, tenia 700 mm de diàmetre i 770 mm d'alt quan es va col·lapsar per al seu llançament. Quan es va estendre en òrbita, tenia 2,5 m de llarg, tenia un diàmetre intern d'1 m i un diàmetre extern d'1,2 m. El segon membre de la tripulació va usar un vestit espacial com a precaució contra la despressurització accidental del mòdul de descens. La resclosa d'aire es va descartar després del seu ús.
La falta de seients ejectables va significar que la tripulació de Voskhod tornaria a la Terra dins de la nau espacial, a diferència dels cosmonautes de Vostok que es van llançar i es van llançar en paracaigudes per separat. A causa d'això, es va desenvolupar un nou sistema d'aterratge, que va agregar un petit coet de combustible sòlid a les línies de paracaigudes. Aquesta es disparava quan el mòdul de descens s'apropava a l'aterratge, proporcionant un aterratge més suau i segur.

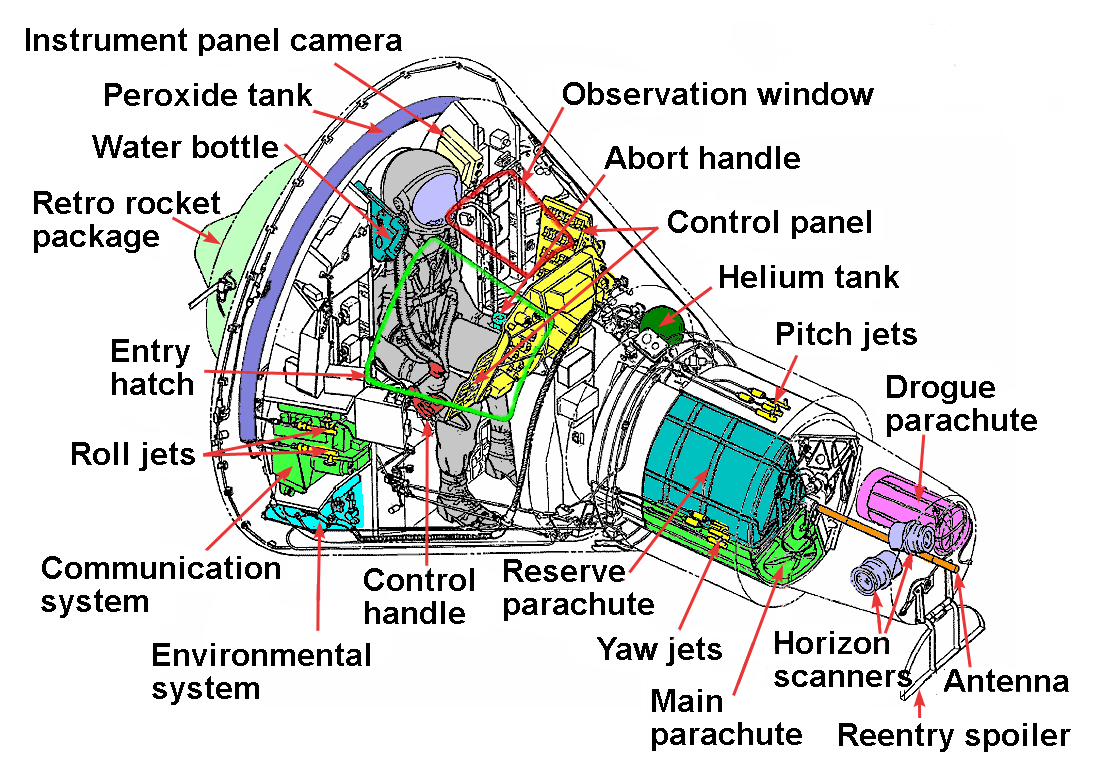
Diagrama intern de la càpsula Mercury

El dissenyador principal de l'aeronau Mercury va ser Maxime Faget, qui va començar la seva recerca del vol espacial humà durant el temps del NACA. Mercury tenia 3.3 metres d'altura i 1.8 metres d'amplària; amb el sistema d'escapada llançador afegit, la longitud total era de 7.9 m. Amb 2.8 metres cúbics de volum habitable, la càpsula era el bastant gran per a un únic membre de tripulación.en l'interior hi havia 120 controls: 55 canvis elèctrics, 30 fusibles i 35 palanques mecàniques. L'aeronau més pesada, Mercury-Atlas 9, pesava 1.400kg totalment carregada. La part externa era de René 41, un aliatge de níquel capaç de suportar temperatures elevades.
La nau espacial tenia forma de con, amb un coll en l'extrem estret. Tenia una base convexa, que portava un escut tèrmic que consistia en un panal d'alumini cobert amb múltiples capes de fibra de vidre. Lligat a ell hi havia un retropack, que constava de tres coets desplegats per frenar la nau espacial durant la reentrada. Entre aquests hi havia tres coets menors per separar la nau espacial del vehicle de llançament en la inserció orbital. Les corretges que subjectaven el paquet es podien tallar quan ja no es necessitaven. Al costat de l'escut tèrmic estava el compartiment pressuritzat de la tripulació. A l'interior, un astronauta estava lligat a un seient ajustat amb instruments enfront d'ell i d'esquena a l'escut tèrmic. Sota aquest seient estava el sistema de control ambiental que subministra oxigen i calor, netejant l'aire de CO₂, vapor i olors, i (en vols orbitals) recol·lectant l'orina del cosmonauta. El compartiment de recuperació en l'extrem estret de la nau espacial contenia tres paracaigudes: un paracaigudes per estabilitzar la caiguda lliure i dos tobogans principals, un de primari i un de reserva. Entre l'escut tèrmic i la paret interior del compartiment de la tripulació hi havia un faldón d'aterratge, que es desplegava baixant l'escut tèrmic abans d'aterrar. En la part superior del compartiment de recuperació estava la secció d'antena contenint tant les antenes per a la comunicació com els escàners per guiar l'orientació de la nau espacial. Es va muntar un sistema de fuita de llançament en l'extrem estret de la nau espacial, aquest contenia tres petits coets de combustible sòlid que podien disparar-se ràpidament en cas que fallés el llançament, separant així la càpsula de forma segura del seu propulsor. Posteriorment es desplegaria el paracaigudes de la càpsula per a un aterratge proper en el mar.
La nau espacial Mercury no tenia un ordinador a bord, sinó que depenia de tots els càlculs dels ordinadors que hi havia a terra per calcular la reentrada, i els seus resultats (temps de reculada i actitud de tret) es transmetien a la nau espacial per ràdio durant el vol. Tots els sistemes informàtics utilitzats al programa espacial Mercury estaven allotjats a les instal·lacions de la NASA a la Terra. Els sistemes informàtics eren ordinadors IBM 701.
Estats Units va llançar al seu primer astronauta de Mercury, Alan Shepard, en un vol suborbital gairebé un mes després del primer vol espacial orbital tripulat. Els soviètics van poder llançar un segon Vostok en un vol d'un dia el 6 d'agost, abans que Estats Units finalment orbités al primer nord-americà, John Glenn, el 20 de febrer de 1962. Estats Units va llançar un total de dues càpsules Mercury suborbitales tripulades i quatre càpsules orbitals tripulades, sent el vol més llarg Mercury-Atlas 9, amb 22 òrbites i una durada de 32 hores i mitja.

### Gemini

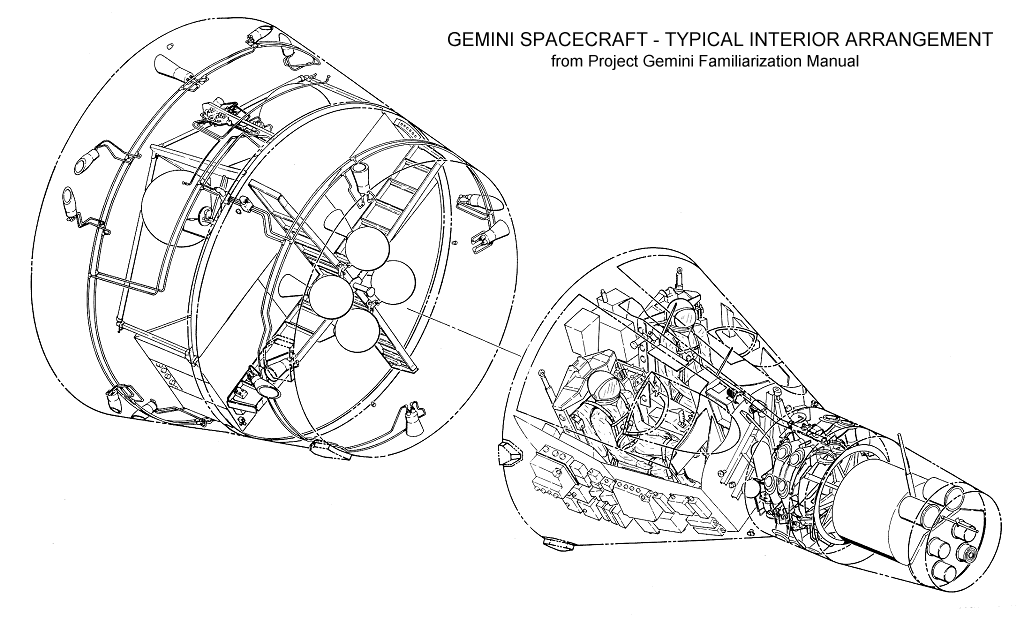
Esquema intern de la càpsula Gemini, amb adaptador d'equipament

Es podia accedir a molts components de la pròpia càpsula a través de les seves pròpies petites portes d'accés. A diferència de Mercury, Gemini usava components electrònics completament d'estat sòlid i el seu disseny modular facilitava la seva reparació.

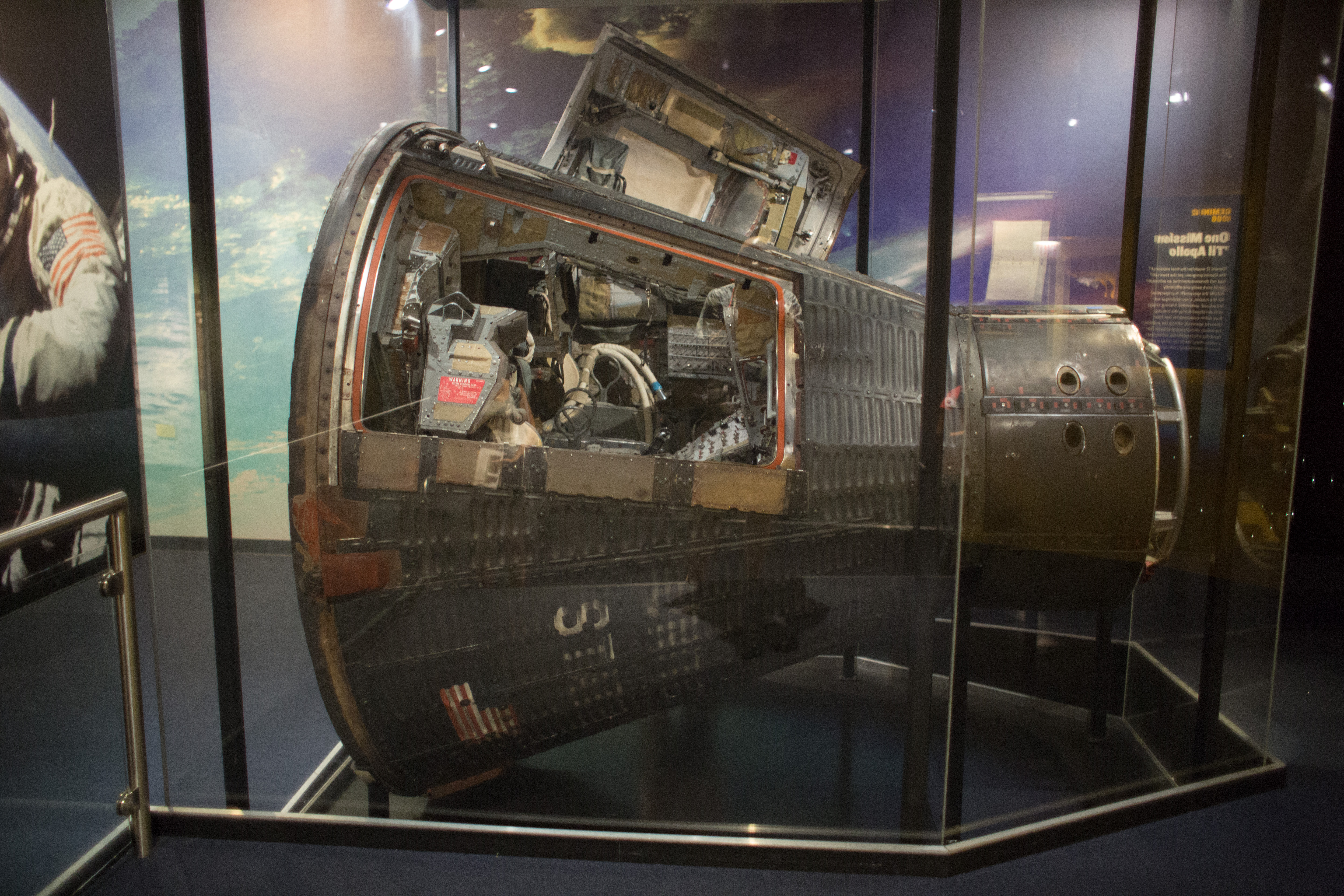
La càpsula Gemini 12 de la desena i última missió de 1966 del Projecte Gemini, pilotada per Jim Lovell i Buzz Aldrin (exhibició en el Planetari Adler de Chicago)

El sistema d'escapament al llançament d'emergència de Gemini no va utilitzar una torre de fuita impulsada per un coet de combustible sòlid, sinó que es va utilitzar seients ejectables (a l'estil d'un avió). La torre era pesada i complicada, i els enginyers de la NASA van concloure que podien eliminar-la ja que els propulsors hipergòlics del Tità II es cremarien immediatament al contacte. Els seients ejectables eren suficients per separar als astronautes del vehicle en cas que el llançament anés defectuós. En altituds més altes, on els seients d'ejecció no es poguessin, els astronautes tornarien a la Terra dins de la nau espacial, que se separaria del vehicle de llançament.
El principal proponent de l'ús de seients ejectables va ser Chamberlin, a qui mai li havia agradat la torre de fuita Mercury i desitjava usar una alternativa més simple que també reduís el pes. Va revisar diverses fallades de míssils balístics intercontinentals Atlas i Titan II per estimar la grandària aproximada d'una bola de foc produïda per un vehicle llançador que explota i, a partir d'això, va calcular que el Titan II produiria una explosió molt més petita, per la qual cosa la nau espacial podria arribar lluny amb els seients ejectables.
Maxime Faget, el dissenyador del Mercury ELS, no estava tan entusiasmat amb aquesta configuració. A part de la possibilitat que els seients eyectables ferissin greument als astronautes, també eren únicament utilitzables durant uns 40 segons després de l'enlairament, moment en el qual el propulsor aconseguiria la velocitat Mach 1 i l'expulsió ja no és possible. També li preocupava que els astronautes anessin llançats a través de la columna de fuita de Titan si s'expulsaven en vol i després va agregar: "El millor de Bessons és que mai van haver d'escapar".
El sistema d'ejecció Gemini mai es va provar amb la cabina Gemini pressuritzada amb oxigen pur, com estava abans del llançament. Al gener de 1967, el fatal incendi de l'Apollo 1 va demostrar que pressuritzar una nau espacial amb oxigen pur creava un perill d'incendi extremadament perillós.
Gemini va ser la primera nau espacial que transportava astronautes que va incloure un ordinador a bord, la Ordinador d'Orientació Gemini, per facilitar la gestió i el control de les maniobres de la missió. Aquest ordinador, de vegades anomenat ordinador a bord de la nau espacial Gemini (OBC), era molt similar a l'ordinador digital del vehicle de llançament de Saturn. L'ordinador d'orientació Bessons pesava 26.8 kg. La seva memòria central tenia 4.096 adreces, cadascuna de les quals contenia una paraula de 39 bits composta per tres "síl·labes" de 13 bits. Totes les dades numèriques eren enters en complement a dos de 26 bits (de vegades utilitzats com nombres de coma fixa), emmagatzemats en les dues primeres síl·labes d'una paraula o en l'acumulador. Les instruccions (sempre amb un codi d'operació de 4 bits i 9 bits d'operant) podien anar en qualsevol síl·laba.

### Apollo

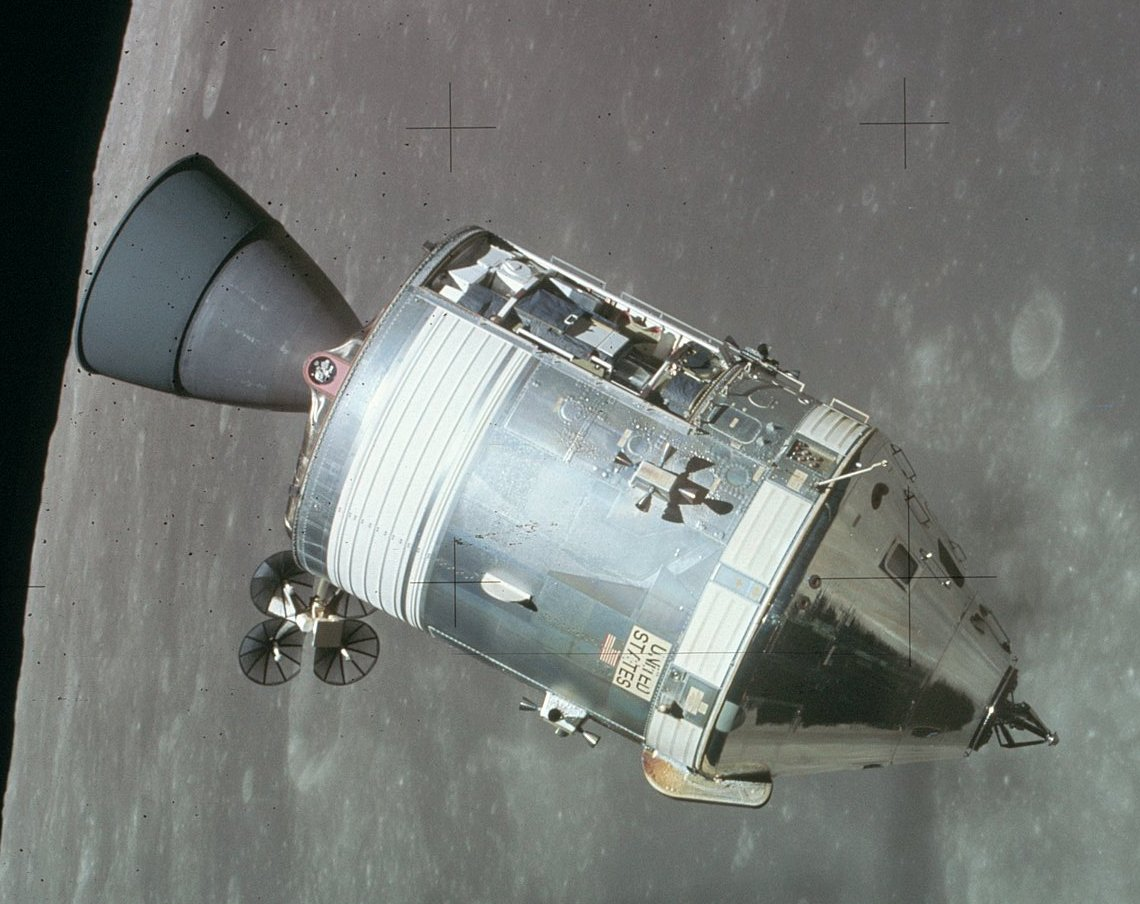
El mòdul de comandament i servei de l'Apollo 15 en òrbita al voltant de la Lluna

La nau espacial Apollo es va concebre per primera vegada en 1960 com una nau tripulada per tres persones per seguir al Projecte Mercury, amb una missió oberta. Podia usar-se per transportar astronautes a una estació espacial en òrbita terrestre, o per a vols al voltant o en òrbita al voltant de la Lluna, i possiblement aterrar en ella. La NASA va sol·licitar dissenys d'estudi de viabilitat de diverses companyies en 1960 i 1961, mentre que Faget i el Space Task Group van treballar en el seu propi disseny utilitzant una càpsula cònica (Mòdul de Comandament) recolzada per un Mòdul de Servei cilíndric que proporciona energia elèctrica i propulsió. La NASA va revisar els dissenys dels participants al maig de 1961, però quan el president John F. Kennedy va proposar un esforç nacional per portar a un home a la Lluna durant la dècada de 1960, la NASA va decidir rebutjar els estudis de viabilitat i continuar amb el disseny de Faget, centrat en la missió de l'aterratge lunar. El contracte per construir l'Apollo va ser adjudicat a North American Aviation.
El Mòdul de Comandament / Servei d'Apollo (CSM) va ser dissenyat originalment per portar a tres homes directament a la superfície de la Lluna, damunt d'un gran embarcador amb cames. El mòdul de comandament es va dimensionar en 3,9 metres de diàmetre, per 3.39 de llarg. El mòdul de servei tenia 4 metres de llarg, amb una longitud total del vehicle d'11.04 metres (inclosa la campana del motor). Es disposava d'un motor de propulsió (un propulsor hipergòlic) dissenyat per aixecar el CSM de la superfície lunar i enviar-ho de retorn a la Terra. Això requeria un vehicle de llançament únic molt més gran que el Saturn V, o diversos llançaments de Saturn V per assemblar-lo en l'òrbita de la Terra abans d'enviar-lo a la Lluna.
Al principi, es va decidir utilitzar el mètode de trobada de l'òrbita lunar, utilitzant un Mòdul d'Excursió Lunar (LEM) més petit per transportar a dos dels homes entre l'òrbita lunar i la superfície. La reducció de massa va permetre que la missió lunar es llancés amb un sol Saturn V. Atès que s'havia iniciat un treball de desenvolupament significatiu en el disseny, es va decidir continuar amb el disseny existent com a Bloc I, mentre que una versió del Bloc II capaç de reunir-se amb el LEM, es desenvoluparia en paral·lel. A més de l'addició d'un túnel d'atracament i una sonda, el Bloc II empraria millores d'equip basades en les lliçons apreses del disseny del Bloc I. El bloc I s'utilitzaria per a vols de prova sense tripulació i un nombre limitat de vols tripulats en òrbita terrestre. Encara que el motor de propulsió de servei era llavors més gran que el necessari, el seu disseny no es va modificar ja que s'estava aconseguint un desenvolupament significatiu; no obstant això, els tancs de propulsor es van reduir lleugerament per reflectir el requisit de combustible modificat. Per la preferència dels astronautes, el Block II CM reemplaçaria la tapa de l'escotilla de la porta del tap de dues peces, triada per evitar una obertura accidental de l'escotilla, com va succeir en el vol Mercury-Redstone 4 de Gus Grissom.
La pràctica Mercury-Gemini d'utilitzar una atmosfera prèvia al llançament de 1.150 mbar de pur oxigen va resultar ser un desastre en combinar-se amb el disseny de la trapa de la porta d'endoll. Mentre participaven en una prova prèvia al llançament en la plataforma, el 27 de gener de 1967, preparant-se per al primer llançament amb tripulació al febrer, tota la tripulació de l'Apollo 1 —Grissom, Edward H. White i Roger Chaffee— van morir en un incendi que va escombrar la cabina. La porta de l'endoll va fer impossible que els astronautes poguessin escapar o ser retirats abans de morir. Una investigació va revelar que l'incendi probablement va ser iniciat per una espurna d'un cable desfilat, alimentat per materials combustibles que no haurien d'haver estat en la cabina. El programa de vol tripulat es va retardar mentre es realitzaven canvis en el disseny de la nau espacial Block II per reemplaçar l'atmosfera prèvia al llançament d'oxigen pur amb una barreja de nitrogen / oxigen similar a l'aire, eliminar els materials combustibles de la cabina i els vestits espacials dels astronautes, i segellar tot el cablejat elèctric i les línies de refrigerant corrosiu.
La nau espacial Block II pesava uns 28.000 kg comptant amb el combustible. Es va utilitzar en quatre vols de prova orbitals terrestres i pigues tripulades i set missions d'aterratge lunar tripulades. També es va utilitzar una versió modificada de la nau espacial per transportar a tres tripulacions a l'estació espacial Skylab i a la missió del Projecte de prova Apollo-Soiuz, que es va acoblar amb una nau espacial Soiuz soviètica. La nau espacial Apollo es va retirar en 1974.

### Càpsules espacials robòtiques retirades
- Corona
- Dragon
- FSW
- Foton
- Raduga
- Atmospheric Reentry Demonstrator
- SRE
- Zond/L1
- L3
- TKS

## Càpsules espacials actives

### Soiuz

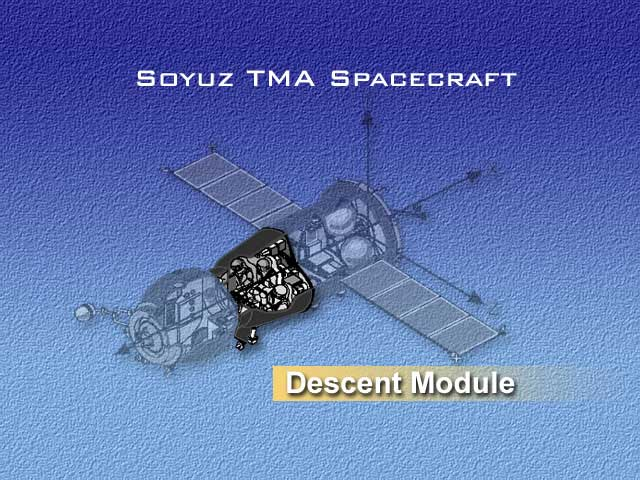
La nau espacial Soiuz, amb la càpsula de reentrada (mòdul de descens) ressaltada

En 1963, Koroliov va proposar per primera vegada la nau espacial Soiuz la tripulació de la qual era de tres homes, per al seu ús en el muntatge de l'òrbita terrestre d'una missió d'exploració lunar. Va ser pressionat pel primer ministre soviètic Nikita Khrusxov per posposar el desenvolupament de Soiuz per treballar en Voskhod, i després se li va permetre desenvolupar Soiuz per a l'estació espacial i missions d'exploració lunar. Va emprar una càpsula de reentrada petita i lleugera en forma de campana, amb un mòdul de tripulació orbital unit al seu nas, que contenia la major part de l'espai vital de la missió. El mòdul de servei utilitzaria dos panells de cèl·lules solars elèctriques per a la generació d'energia i contenia un motor de sistema de propulsió. El model 7K-OK dissenyat per a l'òrbita terrestre va utilitzar un mòdul de reentrada de massa 2.810 kg i de 2,17 metres de diàmetre per 2,24 metres de llarg, amb un volum interior de 4 metres cúbics. El mòdul orbital esferoïdal tenia de massa 1.100 kg i mesurava 2,25 metres de diàmetre per 3,45 metres llarg amb sonda d'atracament, amb un volum interior de 5 metres cúbics. La massa total de la nau espacial va ser de 6.560 quilograms.
Deu d'aquestes naus van volar tripulades després de la mort de Koroliov, de 1967 a 1971. La primera (Soiuz 1) i l'última (Soiuz 11) van resultar en les primeres morts a l'espai. Koroliov havia desenvolupat una variant 7K-LOK de 9.859 kg de pes per al seu ús en la missió lunar, però mai va ser tripulada.
Els russos van continuar desenvolupant i volant la Soiuz fins al dia d'avui.

### Shenzhou

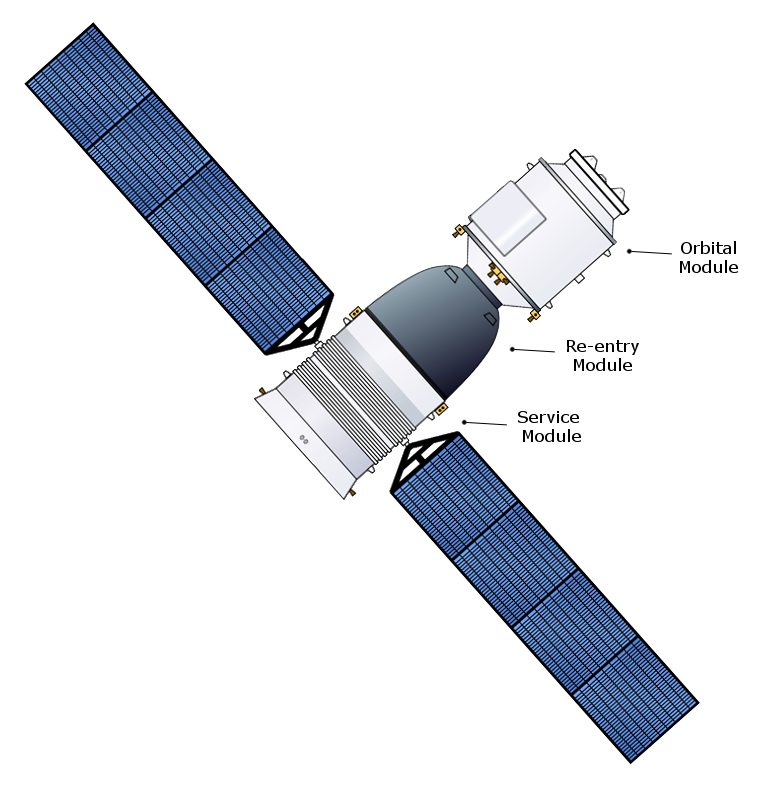
Diagrama de la nau espacial posterior a Shenzhou 7

La República Popular de la Xina va desenvolupar la seva nau espacial Shenzhou en la dècada de 1990 basant-se en el mateix concepte (mòduls orbital, de reentrada i de servei) que Soiuz. El seu primer vol de prova sense tripulació va ser en 1999, i el primer vol amb tripulació a l'octubre de 2003 va portar a Iang Liwei durant 14 òrbites terrestres.

### Dragon 2
La càpsula SpaceX Dragon 2 de set seients va enviar per primera vegada a una tripulació a l'Estació Espacial Internacional el 30 de maig de 2020 en la missió Demo-2 per a la NASA. Encara que originalment es va concebre com un desenvolupament de la càpsula Dragon sense tripulació de SpaceX que es va usar pel contracte de Serveis de proveïment comercial de la NASA, les demandes dels vols espacials tripulats van donar com a resultat un vehicle significativament redissenyat amb característiques limitades.

### Càpsules sense tripulació
- Yantar
- OREX
- Xiaofei
- HSRC

## Dissenys de càpsules tripulades en desenvolupament

### Rússia
- Orel

### Estats Units
- Orion
- Starliner

### Índia
- Gaganyaan